# Open GDF SUEZ de Cagnes-sur-Mer Alpes-Maritimes 2011
L'Open GDF SUEZ de Cagnes-sur-Mer Alpes-Maritimes 2011 è stato un torneo professionistico di tennis femminile giocato sulla terra rossa. È stata la 14ª edizione del torneo, che fa parte dell'ITF Women's Circuit nell'ambito dell'ITF Women's Circuit 2011. Si è giocato a Cagnes-sur-Mer in Francia dal 2 all'8 maggio 2011.

## Partecipanti

### Teste di serie
| Nazionalità | Giocatrice         | Ranking* | Testa di serie |
| ----------- | ------------------ | -------- | -------------- |
| Germania    | Kristina Barrois   | 71       | 1              |
| Francia     | Mathilde Johansson | 74       | 2              |
| Cina        | Zhang Shuai        | 78       | 3              |
| Russia      | Ksenija Pervak     | 84       | 4              |
| Belgio      | Kirsten Flipkens   | 86       | 5              |
| Regno Unito | Elena Baltacha     | 90       | 6              |
| Rep. Ceca   | Renata Voráčová    | 95       | 7              |
| Regno Unito | Anne Keothavong    | 96       | 8              |

- Ranking al 25 aprile 2011.

### Altre partecipanti
Giocatrici che hanno ricevuto una wild card:
- Stéphanie Foretz Gacon
- Caroline Garcia
- Kristina Mladenovic
- Olivia Sanchez

Giocatrici che sono passati dalle qualificazioni:
- Lara Arruabarrena-Vecino
- Mona Barthel
- Andreja Klepač
- Valerija Savinych

## Campionesse

### Singolare
Sorana Cîrstea ha battuto in finale  Pauline Parmentier con il punteggio di 6(5)–7, 6–2, 6–2

### Doppio
Anna-Lena Grönefeld /  Petra Martić hanno battuto in finale  Darija Jurak /  Renata Voráčová con il punteggio di 1–6, 6–2, [11–9]